# スペアイ SPACE IDOL
『スペアイ SPACE IDOL』は、DMM TVで2023年に配信されたCGアニメ作品。

## 作品概要
宇宙一のアイドルを目指して活動する4人組アイドルグループの「宇宙制服」が本番開始直前に舞台裏で繰り広げるドタバタ劇を描くショートアニメ。DMM TVオリジナル作品として2023年1月27日（26日24時00分）に全6話が独占配信された。

## 登場人物
えっちゃん
声 - 本渡楓
アイドルグループ「宇宙制服」のリーダー。地球人。
サフィー
声 - ファイルーズあい
頭から触覚が生えている。おっとり系の自称「天然博愛主義者」。
ロッコ
声 - 田所あずさ
爬虫類の自称「低温動物系No.1美女」。
もっふぁん
声 - 和氣あず未
全身を体毛に覆われた「もふもふモンスター」。

## スタッフ
- 監督 - 糸曽賢志[2]
- シリーズ構成・ 脚本 - 岩崎う大（かもめんたる）[2]
- キャラクターデザイン - 森山佑樹
- 音楽 - 吉田一郎不可触世界、日野ジャクソン
- アニメーション制作 - KENJISTUDIO、REGARO

## 主題歌
エンディング「絶対宇宙スタンダード」
- 作詞・作曲・編曲 - 吉田一郎不可触世界
- 歌 - 宇宙制服（本渡楓、ファイルーズあい、田所あずさ、和氣あず未）

## 各話リスト
| # | サブタイトル                         | 脚本     | 配信日        |
| - | ------------------------------------ | -------- | ------------- |
| 1 | 新しい自己紹介                       | 岩崎う大 | 2023年1月27日 |
| 2 | 卒業!?                               | 岩崎う大 | 2023年1月27日 |
| 3 | 家族が見にきてるの                   | 岩崎う大 | 2023年1月27日 |
| 4 | 爬虫類の日で                         | 岩崎う大 | 2023年1月27日 |
| 5 | アイドルと恋愛は永遠のテーマだのな！ | 岩崎う大 | 2023年1月27日 |
| 6 | えっちゃん◯◯失格!?                   | 岩崎う大 | 2023年1月27日 |